# Fatma Aliye Topuz
Œuvres principales
- Muhâdarât
- Udî

Fatma Aliye Topuz, née le 9 octobre 1862 à Constantinople et morte le 13 juillet 1936 à Istanbul, plus simplement connue sous le nom de Fatma Aliye (parfois orthographié « Âliye ») ou encore Fatma Aliye Hanım (« hanım » signifiant « madame » en turc), est une romancière, essayiste, intellectuelle féministe et humanitaire turque. Elle est connue pour être la première femme philosophe et romancière turque, et du monde musulman,.

## Biographie

### Famille et éducation
Née le 9 octobre 1862 à Constantinople, Fatma Aliye est issue d'un milieu aisé et cultivé. Elle est la fille du juriste, historien et haut fonctionnaire ottoman Ahmed Cevdet Paşa, et d'Adviye Rabia Hanım. Elle a un grand frère et une petite sœur : Ali Sedad (1857-1907) et Emine Semiye (1864-1944).
L'instruction étant principalement réservée aux hommes à cette époque, elle profite des cours particuliers donnés à son frère pour recevoir une solide éducation à la fois occidentale et orientale. Elle apprend notamment le français qu'elle étudie avec attention. Les séjours diplomatiques de son père à Alep (1866-1868), Damas ou encore Ioannina lui donnent aussi l'occasion d'apprendre l'arabe et de s’enrichir culturellement. 

### Mariage et première traduction

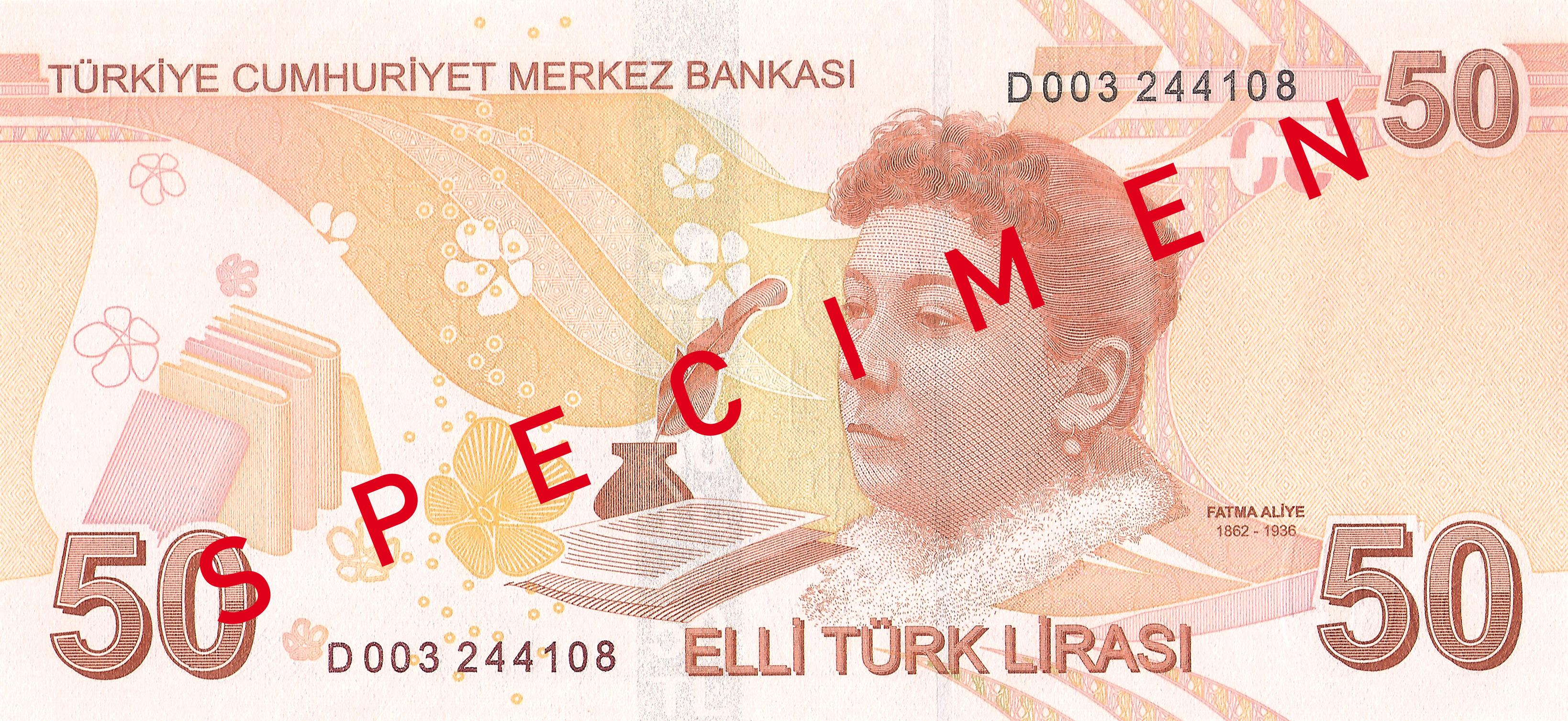
Le portrait de Fatma Aliye Topuz figure au verso du billet de 50 livres turques.

À 17 ans, son père la marie au militaire Faik Bey. Les débuts sont difficiles en raison de l'écart culturel entre les deux. Son époux ne souhaite pas que sa femme se cultive et lise. Mais la situation s'améliore petit à petit et dix ans plus tard il l'autorise à traduire et publier le roman Volonté de Georges Ohnet en 1889 qu'elle signera sous le pseudonyme « Bir Hanım » (« Une femme »). Ils auront quatre filles : Hatice (1880), Ayşe (1884), Nimet (1900) et Zübeyde İsmet (1901).

## Œuvres

### Romans
- Hayal ve Hakikat (1891), coécrit avec Ahmet Mithat Efendi

- Muhâzarât (1892)
- Refet (1896)
- Udî (1898)
- Levâyih-i Hayât (1898)
- Enîn (1910)

### Traduction
- Meram (1889), traduction de Volonté de Georges Ohnet, sous le pseudonyme Bir Hanım (Une femme)

### Essais
- Nisvân-ı İslâm (1892)
- Taaddüt-i Zevcât’a Zeyl (1899)
- Terâcim-i Ahvâl-i Felâsife (1900)
- Nâmdârân-ı Zenân-ı İslâmiyân (1901)
- Tedkîk-i Ecsâm (1901)
- İstilâ-yı İslâm (1901)
- Kosova Zaferi ve Ankara Hezimeti (1913)
- Ahmet Cevdet Paşa ve Zamanı (1913)